# 布兰卡·费尔南德斯·奥乔亚
布兰卡·费尔南德斯·奥乔亚（西班牙語：Blanca Fernández Ochoa，1963年4月22日—2019年）是西班牙马德里出身的女子高山滑雪运动员。曾经代表西班牙参加过四次冬奥会，1992年获得铜牌。

## 经历
布兰卡是西班牙传奇滑雪运动员弗朗西斯科·费尔南德斯·奥乔亚的妹妹。弗朗西斯科曾经在1972年日本札幌冬奥会高山滑雪比赛中获得冠军，是第一位，也是迄今为止唯一一位在冬奥会上获得金牌的西班牙人。
布兰卡与哥哥一样，在高山滑雪运动中表现突出。在高山滑雪世界杯生涯中，她累计4次获得冠军，20次获得奖牌，69次挤进前十。从1980年开始参加冬奥会，在1992年法国阿尔贝维尔冬奥会高山滑雪比赛中拿到了铜牌。
1991年7月18日，她在埃斯科里亚尔修道院与意大利人丹尼尔·菲奥雷托结婚。他们最终离婚了。她又与大卫·弗雷斯内达结婚，生有两个孩子，大卫（2000年出生）和奥莉维娅（1999年出生）。她又离婚了。孩子们跟着父亲住在一起。2019年，布兰卡搬到了她妹妹、妹夫家里。
8月24日，她来到塞尔塞迪利亚山区。把车停在市政广场，然后徒步进山，从那以后人们再也没有见到过她。马德里警方出动了国家警察、民警、消防员和民防志愿者，人数近200多名，是马德里地区有史以来规模最大的搜救工作。此外，他们还部署了无人机、直升机和救援犬。2019年9月4日，一位警长和警犬在瓜達拉馬山脈拉佩尼奥塔山附近发现了她的遗体。警方已经排除意外事故的可能，因为身体表面没有创伤痕迹。在遗体被发现时，警方在她的身边发现了锂盐和酒瓶，这是用于治疗躁鬱症的药物。9月5日，法医已经完成了尸检工作，但决定推迟发布日期。

## 荣誉
1983年，她获得了雷娜·索菲亚最佳运动员奖；1988年获得西班牙最高体育理事会授予的国家体育奖。1994年获授西班牙皇家体育功绩勋章。